# أوتسيغو (نيويورك)
أوتسيغو (بالإنجليزية: Otsego, New York)‏ هي بلدة أمريكية تقع في الولايات المتحدة في مقاطعة أوتسيغو، نيويورك. يقدر عدد سكانها بـ 3,900 نسمة ومساحتها 149.6 كم2 وترتفع عن سطح البحر 413 متر.